# 御崎馬
御崎馬（みさきうま、岬馬とも）は、宮崎県串間市の都井岬に生息する日本在来馬の一種。国の天然記念物に指定されている。

## 特徴
体高130センチメートル前後、体重300キログラム前後で、ポニーに分類される。日本在来馬の中では中型馬に分類される。軽種競走馬のサラブレッドやアラブ種と比べると一回り小さく、体形はがっちりして頭部が大きいが、農耕馬として育成されたほかの日本在来馬と比べると足が細いなど江戸時代の乗用馬の特徴が保存されている。毛色は鹿毛、黒鹿毛、河原毛が多く、足首が黒いのが御崎馬の特徴である。モウコノウマや古い品種のウマによく見られる鰻線という色の濃い線が背中に現れるものが多い。
御崎馬は、都井岬に牧場が開設されて以来300年以上の間、人為的管理をほとんど加えない周年放牧によって粗放に飼養され、繁殖と育成が自然にまかされてきたため、粗食に耐え、体質が強健で、斜面が多い環境に適した発達した後躯を持つなど、都井岬の自然環境に適応した資質を持つ。現存する日本在来馬の中で唯一半野生の状態で棲息し、かつ動物園や牧場等で飼育されていない種である。
御崎馬は1頭の牡と数頭の牝とその仔馬で形成されるハーレム単位で行動する。ハーレムをもたない若い牡などは、牡だけの群れを作る。平均寿命は牡が約14年、牝が約16年。牝は3歳頃から出産、12歳過ぎ頃までほぼ1年おきに平均5 - 6頭を産む。仔馬は1 - 2歳で産まれたハーレムを離れる。

## 歴史
江戸時代前期の1697年、高鍋藩の秋月家が軍事に欠かせない馬の放牧を都井村御崎牧（現在の御崎牧場）の藩営牧場で始めたのが始まりとされる。明治維新後の1874年、御崎牧場は組合員155名からなる御崎組合の共有牧場として払い下げられた。
1897年に明治政府は種牡馬検査法を公布。その後、国策として内国産馬の体格を向上させるために洋種馬の血統を導入する計画を実施した。御崎馬も国策としての内国産馬改良事業から完全に逃れることはできず、都井岬には1913年に父がスタンダードブレッド、母が北海道和種と南部馬の雑種の北海道産牡馬である小松号が導入され、種馬として1年間供用され数頭の牝馬が種付けされた。小松号の特徴は、栗毛、流星、珠目正、鼻白、右後一白だった。それ以来、御崎馬には栗毛や白持ちで大柄の馬も出るようになった。しかし、小松号の影響は限られたものにとどまり、御崎馬は純粋度の高い馬群を維持する数少ない日本在来馬として残った。
御崎馬は第二次世界大戦中から戦後にかけて数が減少し、農業の機械化にともない農耕馬としての需要も見込めなくなった。しかし、1953年に「岬馬およびその繁殖地」が国の天然記念物に指定され、1967年と1968年に発足した都井岬馬保護対策協議会と都井岬馬保護対策協力会が御崎牧場に協力、援助する体制ができた。さらに、1974年からは国、宮崎県、串間市の補助事業として保護策がとられ、御崎馬の頭数は次第に増加傾向に転じた。近年は120頭前後で安定し、半野生状態を維持された希少な日本在来馬として宮崎県の重要な観光資源となっている。2011年には馬伝染性貧血（伝貧）により100頭を下回ったが（下記参照）、2020年12月31日時点では110頭まで回復している。

## 生息地の管理と観光
柵で仕切られた都井岬全体の約500ヘクタールで生息しており、1日に40キログラム程度の草を食む。都井御崎牧組合は柵や草地の手入れをするものの、馬に餌を与えるなどの「飼育」は行わない。
岬の付け根近くの車道に設けられた「駒止の門」内に入るには、御崎馬の保護・管理の協力金を払う必要がある。岬内の道路は、馬との衝突を避けるためスピードを出さず慎重に運転し、馬を見物する場合は触れない、餌を与えない、大勢で取り囲むなどして驚かせない、後ろに立たないなどに注意する必要がある。
御崎牧場では、年に一度「都井岬の馬追い」を行い、寄生虫の駆除や健康診断などの保護活動を実施している。また、御崎馬本来の特徴を守るため、小松号由来の洋種馬の影響を残す栗毛や白持ちの馬を規格外として牡馬を去勢したり、要望があった観光牧場や個人農家などの受け入れ先へ出したりして、御崎馬本来の特徴を保持した馬群を復元、維持するよう努めている。

## 伝染病感染による殺処分
2011年3月17日、宮崎市の日本中央競馬会宮崎育成牧場で、乗用馬1頭が、ウイルス性の家畜伝染病である馬伝染性貧血（伝貧）に感染していることが判明し、殺処分された。馬伝染性貧血の発症例は、日本国内では1993年以来18年ぶりであり、この個体が都井岬生まれであったことから、都井岬の御崎馬の疫学検査が開始された。
4月11日、宮崎県は、前年10月に59頭から採取してあった血清を使った抗体検査によって、都井岬の御崎馬のうち、先に殺処分された馬の母馬を含む5頭から、馬伝染性貧血の陽性反応が出たと発表。さらに5月中旬、約100頭の御崎馬（台帳に記載のあるものは114頭）のうち、馬追いで柵内に収容できた96頭について血液検査が行われ、20日、既に感染が判明していた馬を含めて計12頭の感染が判明したと発表された（全て発症を伴わない不顕性感染）。7月にも2度目の馬追いが行われた。
御崎馬は野生馬とされることから、家畜伝染病予防法による殺処分の対象外であり、県は当初「馬伝染性貧血は親子関係で感染することが多く、虫などが媒介し感染が広がる危険は少ない」として、現地で感染馬を隔離、健康状態を観察する方針をとった。しかし、農林水産省は「隔離してもほかに感染する可能性はある」としており、事実、感染馬のうち母馬の反応が陰性であったものが3例確認されたことから、母子感染以外の可能性が浮き彫りとなった。結果、県は国と協議のうえ、「吸血性昆虫の媒介による感染の可能性があり、隔離しても他の馬に感染が拡大する恐れがある」として、7月22日、12頭を薬殺処分した。
時事通信の報道によれば、この処分により、御崎馬の数は計85頭となった。